# Unfaithfully Yours (1948)
Unfaithfully Yours es una película de comedia de enredo de 1948 dirigida por Preston Sturges.

## Argumento
En la película, un director de orquesta, sospecha que su mujer le está siendo infiel con un violinista, lo que le pone tremendamente celoso y con ganas de venganza.

## Nueva versión
Twentieth Century-Fox realizó una nueva versión de la película en 1984, con el mismo título, con Dudley Moore, Nastassja Kinski, Armand Assante y Albert Brooks y que fue dirigida por Howard Zieff.